# 乙舳町
乙舳町（おつともちょう）は、神奈川県横浜市金沢区の地名。「丁目」の設定のない単独町名である。住居表示実施済み区域。

## 地理
金沢区の南部に位置し、野島内の北側にある。南に野島町と接し、北に野島運河をはさんで平潟町と面している。

### 地価
住宅地の地価は、2025年（令和7年）1月1日の公示地価によれば、乙舳町12-23の地点で17万6000円/m²となっている。

## 歴史

### 沿革
- 1939年（昭和14年）7月1日 - 町界町名地番整理事業に伴い、金沢洲崎町、金沢野島町の各一部を分離し、乙艫町を新設。横浜市磯子区乙艫町となる[7]。
- 1948年（昭和23年）5月15日 - 行政区の再編に伴い、磯子区の一部から金沢区を新設し、横浜市金沢区乙艫町となる[8]。
- 1975年（昭和50年）7月28日 - 乙艫町の名称を乙舳町に変更。同時に住居表示を実施（金沢区東部第一次区）[9]し、野島町、平潟町との境界を変更する[10]。

## 世帯数と人口
2025年（令和7年）6月30日現在（横浜市発表）の世帯数と人口は以下の通りである。
| 町丁   | 世帯数  | 人口    |
| ------ | ------- | ------- |
| 乙舳町 | 666世帯 | 1,249人 |

### 人口の変遷
国勢調査による人口の推移。
| 年                 | 人口  |
| ------------------ | ----- |
| 1995年（平成7年）  | 1,391 |
| 2000年（平成12年） | 1,298 |
| 2005年（平成17年） | 1,222 |
| 2010年（平成22年） | 1,418 |
| 2015年（平成27年） | 1,408 |
| 2020年（令和2年）  | 1,324 |

### 世帯数の変遷
国勢調査による世帯数の推移。
| 年                 | 世帯数 |
| ------------------ | ------ |
| 1995年（平成7年）  | 570    |
| 2000年（平成12年） | 576    |
| 2005年（平成17年） | 520    |
| 2010年（平成22年） | 648    |
| 2015年（平成27年） | 685    |
| 2020年（令和2年）  | 689    |

## 学区
市立小・中学校に通う場合、学区は以下の通りとなる（2024年11月時点）。
| 番・番地等 | 小学校             | 中学校             |
| ---------- | ------------------ | ------------------ |
| 全域       | 横浜市立金沢小学校 | 横浜市立金沢中学校 |

## 事業所
2021年（令和3年）現在の経済センサス調査による事業所数と従業員数は以下の通りである。
| 町丁   | 事業所数 | 従業員数 |
| ------ | -------- | -------- |
| 乙舳町 | 19事業所 | 60人     |

### 事業者数の変遷
経済センサスによる事業所数の推移。
| 年                 | 事業者数 |
| ------------------ | -------- |
| 2016年（平成28年） | 19       |
| 2021年（令和3年）  | 19       |

### 従業員数の変遷
経済センサスによる従業員数の推移。
| 年                 | 従業員数 |
| ------------------ | -------- |
| 2016年（平成28年） | 65       |
| 2021年（令和3年）  | 60       |

## 施設
- 野島公園
  - 旧伊藤博文金沢別邸[20]
- 日本基督教団 金沢八景教会[21]

## その他

### 日本郵便
- 郵便番号 : 236-0024[3]（集配局：横浜金沢郵便局[22]）

### 警察
町内の警察の管轄区域は以下の通りである。
| 番・番地等 | 警察署     | 交番・駐在所 |
| ---------- | ---------- | ------------ |
| 全域       | 金沢警察署 | 洲崎交番     |